# سوردجا
سورجا (به لاتین: Sordzha) یک منطقه مسکونی در جمهوری آذربایجان است که در شهرستان آغجه‌آباد واقع شده است.